# Празеодимдисвинец
Празеодимдисвинец — бинарное неорганическое соединение, интерметаллид празеодима и свинца с формулой Pb2Pr, кристаллы.

## Получение
- Сплавление стехиометрических количеств чистых веществ:

{\displaystyle {\mathsf {Pr+2Pb\ {\xrightarrow {1090^{o}C}}\ Pb_{2}Pr}}}

## Физические свойства
Празеодимдисвинец образует кристаллы тетрагональной сингонии, пространственная группа I 41/amd, параметры ячейки a = 0,4662 нм, c = 3,2315 нм, Z = 8, структура типа дигаллийгафния HfGa2.
Есть данные о кристаллах тетрагональной сингонии, пространственная группа I 4/mmm, структура типа дисилицида молибдена MoSi2.
Соединение образуется по перитектической реакции при температуре 1090 °C.